# Трайпу (микрорегион)
Трайпу (порт. Microrregião de Traipu) — микрорегион в Бразилии, входит в штат Алагоас. Составная часть мезорегиона Сельскохозяйственный район штата Алагоас. Население составляет 37 377 человек (на 2010 год). Площадь — 942,731 км². Плотность населения — 39,65 чел./км².

## Демография
Согласно сведениям, собранным в ходе переписи 2010 г. Национальным институтом географии и статистики (IBGE), население микрорегиона составляет:						
| Полное население                             | Полное население                             | Полное население                             | Полное население                             | 37 377 |
| -------------------------------------------- | -------------------------------------------- | -------------------------------------------- | -------------------------------------------- | ------ |
| в том числе:                                 | Городское население                          | 12 413                                       | Процент городского населения, %              | 33,21  |
|                                              | Сельское население                           | 24 964                                       | Процент сельского населения, %               | 66,79  |
|                                              | Мужское население                            | 18 748                                       | Процент мужского населения, %                | 50,16  |
|                                              | Женское население                            | 18 629                                       | Процент женского населения, %                | 49,84  |
| Плотность населения, чел/км²                 | Плотность населения, чел/км²                 | Плотность населения, чел/км²                 | Плотность населения, чел/км²                 | 39,65  |
| Население микрорегиона в % к населению штата | Население микрорегиона в % к населению штата | Население микрорегиона в % к населению штата | Население микрорегиона в % к населению штата | 1,20   |

## Статистика
- Валовой внутренний продукт на 2003 год составляет 60 204 000 реалов (данные: Бразильский институт географии и статистики).
- Валовой внутренний продукт на душу населения на 2003 год составляет 1684 реала (данные: Бразильский институт географии и статистики).
- Индекс развития человеческого потенциала на 2000 год составляет 0,511 (данные: Программа развития ООН).

## Состав микрорегиона
В составе микрорегиона включены следующие муниципалитеты:
1. Олью-д’Агуа-Гранди
2. Сан-Брас
3. Трайпу